# Nanocixius discrepans
Nanocixius discrepans är en insektsart som först beskrevs av Franz Xaver Fieber 1876.  Nanocixius discrepans ingår i släktet Nanocixius och familjen kilstritar. Inga underarter finns listade i Catalogue of Life.